# Casa de Bearne

Escudo de la casa de Bearne.

La Casa de Bearne es un linaje nobiliario francés al que pertenecieron los vizcondes de Bearne y condes de Foix. De este linaje procede por vía masculina los miembros de la española casa de Medinaceli, descendientes del I conde de Medinaceli Bernardo de Bearne, hijo bastardo del conde de Foix y vizconde de Bearne. Sin embargo el III conde de Medinaceli y sus descendientes adoptaron el apellido “de la Cerda”, al ser descendientes de la I condesa de Medinaceli, nieta de Fernando de la Cerda.

Escudo de Foix y Bearne.

- Datos: Q5557483